# Banská Belá
Banská Belá é um município da Eslováquia, situado no distrito de Banská Štiavnica, na região de Banská Bystrica. Tem 21,08 km² de área e sua população em 2018 foi estimada em 1.178 habitantes.

## Demografia
| Ano:        | 1994 | 2004   | 2014   | 2024   |
| ----------- | ---- | ------ | ------ | ------ |
| Broj ljudi: | 1258 | 1234   | 1208   | 1154   |
| Razlika:    |      | -1,90% | -2,10% | -4,47% |

| Ano:               | 2023 | 2024   |
| ------------------ | ---- | ------ |
| Número de pessoas: | 1159 | 1154   |
| Diferença:         |      | -0,43% |